# Sammy Davis mladší
Samuel George „Sammy“ Davis mladší (8. prosince 1925, New York – 16. května 1990, Beverly Hills) byl americký zpěvák, herec a tanečník. Ale také hudebník, uměl hrát třeba na trumpetu nebo na bubny. Byl členem skupiny Rat Pack, kterou vedl jeho starý přítel Frank Sinatra a kde vystupovali umělci jako Dean Martin, Joe Bishop, Peter Lawford.

## Biografie
Davis mladší se narodil v Harlemu v New York City ženě jménem Elvera Sanchez, tanečnici původem z Portorika. Otcem byl afroamerický umělec Sammy Davis, Sr. Oba rodiče byli tanečníci ve varieté. Když mu byly tři roky, rodiče se rozešli a on od té doby žil s otcem. Učil se od něho tančit a cestoval s ním za prací. Rasismus ho ale pronásledoval na každém kroku i v armádě během druhé světové války.
Jeho kariéru odstartovala show, dnes bychom řekli muzikál, Mr. Wonderful v roce 1956. O tři roky později se stal členem Rat Packu a dal se spíše na dráhu baviče a zpěváka.
Nejproduktivnější éra jeho života byla ta v 60. a 70. letech. V té době natočil nejvíc filmů a nahrál největší počet alb.
Byl třikrát ženatý a celkem měl jen jednu dceru, ale další tři adoptované děti.

## Diskografie

### Reprise Records
- 1961 The Wham of Sam!
- 1962 Sammy Davis, Jr. Belts the Best of Broadway
- 1962 The Sammy Davis, Jr. All-Star Spectacular
- 1962 What Kind Of Fool Am I - And Other Show-Stoppers
- 1963 As Long as She Needs Me
- 1963 Sammy Davis, Jr. at the Cocoanut Grove
- 1964 Sammy Davis, Jr. Salutes the Stars of the London Palladium
- 1964 The Shelter of Your Arms
- 1964 California Suite
- 1964 Sings the Big Ones for Young Lovers
- 1965 When The Feeling Hits You!
- 1965 If I Ruled the World
- 1965 The Nat King Cole Songbook
- 1965 Sammy's Back on Broadway
- 1966 The Sammy Davis, Jr. Show
- 1966 A Man Called Adam
- 1966 The Sounds of '66
- 1966 Sammy Davis, Jr. Sings and Laurindo Almeida Plays
- 1966 That's All!
- 1967 Sammy Davis, Jr. Sings the Complete 'Dr. Doolittle'
- 1968 Lonely Is the Name
- 1968 I've Gotta Be Me
- 1969 The Goin's Great

### Decca Records
- 1955 Starring Sammy Davis, Jr.
- 1955 Just for Lovers
- 1956 Mr Wonderful
- 1956 Here's Looking at You
- 1957 Boy Meets Girl (s Carmen McRae)
- 1957 Sammy Swings
- 1958 Mood to Be Wooed
- 1959 Porgy and Bess
- 1959 Sammy Davis, Jr. at Town Hall
- 1960 Got a Right to Swing
- 1960 Sammy Awards
- 1961 Mr Entertainment
- 1963 Forget-Me-Nots for First Nighters
- 1965 Try a Little Tenderness

### Verve Records
- 1965 Our Shining Hour

### Motown Records
- 1970 Something for Everyone
- 1984 Hello Detroit

### MGM Records
- 1972 Sammy Davis Jr. Now
- 1974 Thats Entertainment
- 1977 In Person '77
- 1979 Hearin' Is Believin'

## Filmografie
- Rufus Jones for President (1933)
- Seasoned Greetings (1933)
- Sweet and Low (1947)
- Meet Me in Las Vegas (1956)
- Anna Lucasta (1959)
- Porgy and Bess (1959)
- Ocean's Eleven (1960)
- Pepe (1960)
- Sergeants 3 (1962)
- The Threepenny Opera (1962)
- Convicts 4 (1962)
- Johnny Cool (1963)
- Robin and the 7 Hoods (1964)
- Nightmare in the Sun (1965)
- The Second Best Secret Agent in the Whole Wide World (1965)
- A Man Called Adam (1966)
- Salt and Pepper (1968)
- The Fall (1969)
- Sweet Charity (1969)
- One More Time (1970)
- Elvis: That's the Way It Is (1970)
- Diamonds Are Forever (1971)
- Save the Children (1973)
- Gone with the West (1975)
- Sammy Stops the World (1978)
- The Cannonball Run (1981)
- Heidi's Song (1982)
- Cracking Up (1983)
- Broadway Danny Rose (1984)
- Cannonball Run II (1984)
- That's Dancing! (1985)
- Knights of the City (1986)
- The Perils of P. K. (1986)
- Moon Over Parador (1988)
- Tap (1989)
- The Kid Who Loved Christmas (1990, poslední role)